# Richard Hounslow
Richard John Hounslow (19 dicembre 1981) è un canoista britannico, specializzato nello slalom.

## Palmarès
- Olimpiadi

Londra 2012: argento nello slalom C2.
Rio de Janeiro 2016: argento nello slalom C2.
- Mondiali

La Seu d'Urgell 2009: argento nel K1 a squadre e bronzo nel C2 a squadre.
Tacen 2010: bronzo nel C2.
Bratislava 2011: bronzo nel C2 a squadre.
Praga 2013: oro nel C2 e bronzo nel C2 a squadre.
Deep Creek Lake 2014: bronzo nel K1 a squadre.
Londra 2015: bronzo nel C2 a squadre e nel K1 a squadre.
- Europei

Liptovský Mikuláš 2007: bronzo nel K1 a squadre.
Nottingham 2009: oro nel K1 a squadre e argento nel C2 a squadre.
Bratislava 2010: bronzo nel C2 e nel C2 a squadre.
Augusta 2012: oro nel C2 a squadre.
Vienna 2014: argento nel K1 a squadre.
Markkleeberg 2015: argento nel K1 a squadre e bronzo nel C2.